# Rododendroncicade
De rododendroncicade (Graphocephala fennahi) is een cicade uit de familie van de dwergcicaden (Cicadellidae).

## Kenmerken
De rododendroncicade heeft een gele onderzijde, inclusief poten. De bovenzijde is groen, over de voorvleugels lopen twee rood-oranje strepen in de lengterichting. Over de snuit loopt een horizontale zwarte lijn die door de ogen heen lijkt te lopen. Het dier heeft een lengte van 8 tot 9 mm.

## Leefwijze
De vroege stadia van de rododendroncicade zijn volledig afhankelijk van de sappen van de rododendron. De imago kan zich ook met sappen van andere planten voeden. Het volwassen dier is te vinden van juli tot november.

## Verspreiding en leefgebied
Van oorsprong komt de soort voor in Noord-Amerika. Hij is daarna geïntroduceerd rond 1930 in het Verenigd Koninkrijk. In de jaren 1970 is de soort ook op het vasteland van Europa verschenen. 